# 湖白鮭
湖白鮭，為輻鰭魚綱鮭形目鮭科的其中一種，為溫帶魚類，廣泛分布於北美洲加拿大哈德遜灣、魁北克、亞伯達省、聖羅倫斯河、五大湖至美國密西西比河等淡水、半鹹水及海域，體長可達57公分，棲息在河川、湖泊開放水域，成群活動，會進行洄游，以甲殼類、浮游生物等為食，生活習性不明，可做為食用魚。

## 擴展閱讀
維基物種上的相關：湖白鮭